# Curt Großpietsch
Curt Großpietsch (* 21. Juni 1893 in Leipzig; † 26. September 1980 in Dresden) war ein deutscher Maler und Grafiker. Großpietsch war Mitglied der Dresdner Künstlergruppe Die Schaffenden, engagierte sich im Vorstand der Dresdner Kunstgenossenschaft und war das einzige SPD-Mitglied der Dresdner Ortsgruppe der Assoziation revolutionärer bildender Künstler.

## Leben
Curt Großpietsch wurde 1893 als Sohn des Malermeisters Bruno Großpietsch in Leipzig geboren. Nach dem Besuch der Realschule begann er eine Lehre als Maler und Lackierer im väterlichen Betrieb und besuchte gleichzeitig von 1905 bis 1911 Kurse an der Kunstgewerbeschule in Leipzig. Von 1911 bis 1914 studierte er an der Kunstakademie Dresden bei Richard Müller, Robert Sterl, Johannes Raphael Wehle und Oskar Zwintscher. Großpietsch pflegte Studienfreundschaften mit George Grosz und Otto Dix.
Am 12. September 1914 wurde Großpietsch ins Erste Ersatz-Bataillon des Infanterie-Regiments 107 in den Ersten Weltkrieg einberufen. Am 11. Mai 1915 wurde er im Einsatz an der Westfront in Neuville durch einen Bauchschuss schwer verwundet. Nach der Genesung war er als Soldat an der Ostfront erneut im Einsatz. 1919 kehrte er nach Dresden zurück und setzte bis 1923 sein Studium, wie Otto Dix, als Meisterschüler bei Otto Gussmann fort. Es gibt von 1927 ein Gruppenfoto von einem Künstlerfest an der Akademie der bildenden Künste, auf dem Kurt Großpietsch mit abgebildet ist.
1921 wurde Großpietsch Mitglied der Künstlergruppe Die Schaffenden, der u. a. auch die Maler Erich Fraaß, Wilhelm Lachnit, Willy Illmer und Fritz Skade angehörten. 1924 wurde Großpietsch Mitglied der Dresdner Kunstgenossenschaft. 1925 wurde er Mitglied der SPD und war als Zeichner für die Dresdner Volkszeitung, die Fliegenden Blätter und andere satirische Zeitschriften tätig.
Am 2. August 1927 heiratete er Dora Franke. Am 11. September 1929 wurde der Sohn Peter Großpietsch geboren. Curt Großpietsch beteiligte sich an den Vorbereitungen zur Internationalen Hygiene-Ausstellung Dresden 1930. Von 1930 bis 1933 war er Mitglied der ASSO Dresden. Wegen der Befürwortung der Aufnahme von Lea Grundig in die Kunstgenossenschaft kam es zu einem Konflikt. Seine Wandbilder im Künstlerkeller der Kunstgenossenschaft wurden zugehängt und seine Federzeichnungen teilweise als entartet gebrandmarkt. Zum 1. Mai 1933 trat er der NSDAP bei (Mitgliedsnummer 2.457.473), ein Makel, den er gemäß eigener Aussage zeitlebens nie mehr loswurde. Wie Otto Dix wurde Großpietsch während der NS-Zeit zum Landschafter degradiert und stellte nur noch Blumenbilder aus. Sein Aquarell „Jongleurinnen“ wurde am 12. August 1937 in der Aktion „Entartete Kunst“ aus der Staatlichen Gemäldegalerie Dresden beschlagnahmt und im NS-Inventar als zerstört verzeichnet.
Da kein offener Widerstand mehr möglich war, versuchte Großpietsch als Referent der Kunstkammer Dresdner Kollegen vor Verfolgung zu bewahren, indem er belastende Akten verschwinden ließ.
1944 wurde Großpietsch in den Volkssturm einberufen und am 21. April 1945 bei den Kämpfen um Berlin in Spandau durch einen Brustschuss schwer verwundet. Nach dem Krieg führte er neben seiner andauernden Tätigkeit als Maler auch Aufträge als Ausstellungsgestalter und baubezogene Arbeiten aus, wie die Gestaltung des Hotels Astoria in Bad Gastein und die Fresko-Malereien in der Forstakademie in Tharandt. Für seine Tätigkeit in der ASSO wurde ihm eine Rente zugesprochen, im Kunstbetrieb der DDR wurde er aber nur im Abseits geduldet. Curt Großpietsch starb als 87-Jähriger am 26. September 1980 nach kurzem Krankenhausaufenthalt in Dresden. Er wurde dort auf dem Inneren Matthäusfriedhof beigesetzt.

## Künstlerisches Schaffen
Das Frühwerk zeigt deutlich den Anteil von Curt Großpietsch am Dresdner Verismus als Vertreter der Neuen Sachlichkeit. Durchgängig und parallel dazu setzte er sein zeichnerisches Werk fort, mit einer grotesken und dem Surrealen verwandten Romantik verpflichteten Ausprägung. Sein zeichnerisches Werk bevölkern Tier-Mensch-Mischwesen, Wassergeister, Dämonen, Teufel sowie Außenseiter der Gesellschaft wie Krüppel, Bettler, Huren und Clowns. Curt Großpietsch galt bis in die 1960er-Jahre als verkannter Künstler.

## Ausstellungen (Auswahl)

### Einzelausstellungen
- 1965: Dresden, Leonhardi-Museum
- 1968: Dresden, Galerie Kunst der Zeit, zum 75. Geburtstag
- 1978: Dresden, Galerie im Kino, Pragerstraße
- 1981: Berlin, Förderkreis Haus am Lützowplatz, Kabinett in der Ausstellung Sachsenspiegel
- 1982: Dresden, Gedenkausstellung ORBIS PICTUS 29 in der Galerie Comenius
- 1983: Regensburg, Ostdeutsche Galerie
- 1984: Berlin, Galerie Kunsthandlung Reinhard Wolff
- 1985: Görlitz, Galerie am Schönhof
- 1994: Berlin, Galerie Hesselbach, Kurfürstendamm, zum 100. Geburtstag
- 1995: Dresden, Frühe Zeichnungen, Galerie Finckenstein
- 1996: Frankfurt am Main, Galerie Kunsthandlung H. W. Fichter
- 2000: Kunstsammlung Gera, 20. Juni bis 10. September 2000, Otto-Dix-Haus
- 2010: Struppen: Sonderausstellung Curt Grosspietsch (1893–1980), 17. Juli bis 19. September 2010, Robert-Sterl-Haus, zum 30. Todestag

### Ausstellungsbeteiligungen
- 1922: Dresden, Die Schaffenden, Sächsischer Kunstverein
- 1923: Dresden, Die Schaffenden, Galerie Arnold
- 1924: Dresdner Kunstgenossenschaft und Dresdner Sezession Gruppe 1919
- 1926: Dresden, Große Aquarell-Ausstellung, Sächsischer Kunstverein
- 1927: Dresden, Grafik-Ausstellung, Deutscher Künstlerbund, Dresdner Kunstgenossenschaft, Sächsischer Kunstverein
- 1928: Dresdner Kunstgenossenschaft, Künstlerhaus
- 1929: Dresdner Kunstgenossenschaft, Sächsischer Kunstverein
- 1931: Dresden, Das Kunstwerk im Raum, Sächsischer Kunstverein
- 1933: Dresden, Die Kunst dem Volke, Ausstellungsgebäude Brühlsche Terrasse
- 1935: Dresdner Kunstausstellung aller Verbände, Städtische Kunsthalle
- 1936: Kunstausstellung Dresden, Sonderschau Blumen in der Kunst
- 1938: Dresden, 100 Jahre Dresdner Kunstgenossenschaft, Jubiläumsausstellung
- 1939: Kunstausstellung Dresden, Städtische Kunsthalle
- 1940: Dresden, 1. Ausstellung des Dresdner Künstlerbundes
- 1942: Große Dresdner Kunstausstellung, Sächsischer Kunstverein
- 1942: Krakau, Deutsche Künstler sehen das Generalgouvernement
- 1943: Dresden, Soldat und Künstler, Brühlsche Terrasse
- 1943: Große Dresdner Kunstausstellung, Sächsischer Kunstverein
- 1946: Dresden, Schwarzweißkunst, Grafikausstellung im Kunstgewerbemuseum
- 1955: Dresden, das bildnis, Albertinum
- 1957: 2. Bezirksausstellung Dresden
- 1969: Schkopau, Kunst gegen den Faschismus
- 1972: 8. Bezirksausstellung Dresden, Schloss Pillnitz
- 1975: Halle, Kunst im Kampf gegen den Faschismus, Staatliche Galerie Moritzburg
- 1977: Dresden, Brüderlichkeit. ASSO-Künstler im Kriege, ORBIS PICTUS 3 der Galerie Comenius
- 1978: Berlin, Revolution und Realismus, Staatliche Museen zu Berlin, Altes Museum
- 1978: Neubrandenburg, Antifaschismus – unser Stil, Haus der Kultur und Bildung
- 1980: Dresden, Kunst im Aufbruch, Staatliche Kunstsammlungen Dresden
- 1980: Karlsruhe, Widerstand statt Anpassung, Badischer Kunstverein
- 1980: Prag, Antifaschismus – unser Stil, Kultur- und Informationszentrum der DDR, Prag
- 1983: Dresden, Ich habe es gesehen. Dresden 13. Februar 1945, ORBIS PICTUS 36 der Galerie Comenius
- 1983: Neubrandenburg, Maler bauen Barrikaden, Haus der Kultur und Bildung
- 1987: Düsseldorf, Die Dresdner Künstlerszene 1913–1933, Galerie Remmert und Barth
- 1989: Dresden, Kunst-Akademie-Dresden. Malerei, Grafik, Plastik von Lehrern und Schülern im 20. Jahrhundert
- 1989: Berlin, Krieg und Ahnung, Otto-Nagel-Haus
- 2011: Dresden, Neue Sachlichkeit in Dresden, 1. Oktober 2011 bis 8. Januar 2012, Kunsthalle im Lipsius-Bau, Staatliche Kunstsammlungen Dresden